# ハックルベリー・フィン物語

『ハックルベリー・フィン物語』（ハックルベリー・フィンものがたり）は、NHK BS2の衛星アニメ劇場枠内で放送されたテレビアニメである。放映期間は1994年8月26日から1995年3月3日。全26話。
マーク・トウェインの『ハックルベリー・フィンの冒険』を原作としている。ただし、1976年にフジテレビ系列にて放映された「ハックルベリィの冒険」と直接の関係はない。

## キャスト
- ハックルベリー - 松岡洋子
- ジム - 佐藤智恵
- トム - 安達忍
- ベッキー - 西原久美子
- ワトソン - 天野由梨
- ダグラス夫人 - 中村万里
- シャーロッテ - かないみか

## 主題歌
オープニングテーマ「Moment」
歌 - 詩子 / 作詞 - 戸張郁子 / 作曲 - 安岡孝章 / 編曲 - 冨田恵一
エンディングテーマ「Paradise In Your Eyes」
歌、作詞 - 詩子 / 作曲 - 内藤慎也 / 編曲 - 松本晃彦
２曲とも、アルバム「be natural」に収録されている。

## スタッフ
- 原作：マーク・トウェイン
- プロデューサー：松浦まさ子
- 監督：鹿島典夫
- キャラクターデザイン：石丸賢一
- 音楽：村上浩司、藤原いくろう
- アニメーション制作：アウベック
- 製作：エノキフイルム株式会社、レイテ・イタリア（テレビ局、ノンクレジット[1]）

## 各話リスト
| 話数   | 放映日         | サブタイトル                 | 脚本       | 絵コンテ   | 演出     | 作画監督 |
| ------ | -------------- | ---------------------------- | ---------- | ---------- | -------- | -------- |
| 第1話  | 1994年 8月26日 | ハックとトム                 | 海老沼三郎 | 鹿島典夫   | 鹿島典夫 | 窪秀己   |
| 第2話  | 9月2日         | ハック、小屋をつくる         | 海老沼三郎 | 南波千浪   | 南波千浪 | 熊谷哲夫 |
| 第3話  | 9月9日         | ハック、幽霊屋敷に行く       | 海老沼三郎 | 江上潔     | 江上潔   | 石丸賢一 |
| 第4話  | 9月16日        | ハック、サーカスに行く       | 水出弘一   | 杉島邦久   | 藤本義孝 | 増谷三郎 |
| 第5話  | 9月23日        | ハック、宝探しする           | 海老沼三郎 | 芦沢剛史   | 吉田俊司 | 安部正巳 |
| 第6話  | 9月30日        | ハック、大金持ちになる       | 海老沼三郎 | 鹿島典夫   | 川崎緑   | 新井豊   |
| 第7話  | 10月7日        | ハック、悪魔に取り憑かれる   | 水出弘一   | 南波千浪   | 南波千浪 | 窪秀己   |
| 第8話  | 10月14日       | ハック、家出する             | 海老沼三郎 | 吉田俊司   | 吉田俊司 | 窪秀己   |
| 第9話  | 10月21日       | ハックの親父現れる           | 水出弘一   | 藤本義孝   | 藤本義孝 | 増谷三郎 |
| 第10話 | 10月28日       | ハック、旅立つ               | もとひら了 | 杉島邦久   | 牛草健   | 新井豊   |
| 第11話 | 11月4日        | ハック、女の子になる         | 海老沼三郎 | 南波千浪   | 南波千浪 | 窪秀己   |
| 第12話 | 11月11日       | ハック、蒸気船に乗る         | 水出弘一   | 西山明樹彦 | 岡田聡   | 石丸賢一 |
| 第13話 | 11月18日       | ハック、ジムとケンカする     | もとひら了 | 吉田俊司   | 吉田俊司 | 新井豊   |
| 第14話 | 11月25日       | ハック、嵐に遭う             | 海老沼三郎 | 藤本義孝   | 藤本義孝 | 新井豊   |
| 第15話 | 12月2日        | ハック、難破船に遭う         | 水出弘一   | 南波千浪   | 南波千浪 | 窪秀己   |
| 第16話 | 12月9日        | ハック、迷子になる           | もとひら了 | 鹿島典夫   | 山口美浩 | 窪秀己   |
| 第17話 | 12月16日       | ハック、少女に振り回される   | 海老沼三郎 | 牛草健     | 牛草健   | 石丸賢一 |
| 第18話 | 12月23日       | ハック、キューピットになる   | 海老沼三郎 | 則座誠     | 鈴木一郎 | 窪秀己   |
| 第19話 | 12月30日       | ハック、恋をする?            | 水出弘一   | 吉田俊司   | 吉田俊司 | 谷口守泰 |
| 第20話 | 1995年 1月6日  | ハック、大活躍する           | もとひら了 | 井上修     | 岡田聡   | 窪秀己   |
| 第21話 | 1月13日        | ハック、王様に会う           | 海老沼三郎 | 窓透太     | 藤本義孝 | 吉岡道介 |
| 第22話 | 2月3日         | ハック、王様の化けの皮をはぐ | もとひら了 | 藤本義孝   | 藤本義孝 | 石丸賢一 |
| 第23話 | 2月10日        | ハック、団長に再会する       | 水出弘一   | 井上修     | 吉田俊司 | 窪秀己   |
| 第24話 | 2月17日        | ハック、汽車に乗る           | もとひら了 | 牛草健     | 岡田聡   | 窪秀己   |
| 第25話 | 2月24日        | ハック、新しい名前になる     | 水出弘一   | もとひら了 | 谷口守泰 | 谷口守泰 |
| 第26話 | 3月3日         | ハックとジム、そしてトムと   | 海老沼三郎 | 吉田俊司   | 吉田俊司 | 石丸賢一 |